# Limor Son Har-Melej
Limor Son Har-Melej (en hebreo: לימור סון הר-מלך, nacida en 1979) es una colona y política israelí de extrema derecha. Pertenece al partido kahanista Otsmá Yehudit y es miembro de la Knéset desde las elecciones parlamentarias de 2022. También es presidenta del comité especial sobre la fundación para los ciudadanos de Israel. Forma parte del movimiento para restablecer el asentamiento de Homesh.

## Biografía
Nació en Jerusalén el 30 de julio de 1979, hija de Nassim Elmaleh, cerrajero, y de Shoshana Elmaleh. Aunque su familia no era religiosa, decidieron llevarla a la escuela religiosa Noam Zvia cuando estaba en cuarto grado. 
Se ofreció voluntaria al servicio nacional como miembro de la organización Bnei Akiva. Después de cumplir el servicio militar, estudió en Midreshet Binat, en combinación con los estudios de orientación educativa de Orot Israel, centro de educación superior donde estudió la terapia emocional y la orientación parental. 
En 2001 se casó con su primer marido, Shalom (Shuli) Har-Melej, estudiante de la Yeshivá Kedumim del norte de Samaria y conductor de ambulancia. Shuli comenzó a trabajar como coordinadora de absorción en el asentamiento y como coordinadora de la escuela y el jardín de infancia en Kedumim. 
Se mudó con su marido a Homesh, puesto de avanzada ilegal en la Cisjordania ocupada, donde su primer marido era médico y conductor de ambulancia y tuvieron un hijo juntos.
En agosto de 2003, durante la Segunda Intifada, mientras estaba embarazada de siete meses de su segundo hijo, su marido y ella conducían un automóvil cerca de Ramala, en Cisjordania, cuando cinco hombres armados dispararon contra su vehículo con armas automáticas y provocaron un accidente, en el que su primer marido, Shuli, murió instantáneamente y ella quedó en estado crítico. Como consecuencia, su hija nació prematuramente por cesárea varias horas después. Las Brigadas de los Mártires de Al-Aqsa, consideradas organización terrorista por algunos gobiernos occidentales y descritas como el brazo militar del partido político Al-Fatah, reivindicaron la responsabilidad del ataque.
En 2005, Har-Melej y su familia, junto con el resto de los residentes de Homesh, fueron desalojados de sus hogares debido a la retirada israelí de Gaza y de algunas ciudades de la Cisjordania ocupada. Los asentamientos ilegales se demolieron más tarde. Har-Melej se volvió a casar con Yehuda, su actual esposo, con el que ha tenido ocho hijos más. Se ha trasladado de su alojamiento temporal a una casa en el asentamiento ilegal de Shavei Shomron.
Después de unos dos años, el asentamiento donde vivía fue evacuado como parte de un plan de retirada israelí. Fue una de las fundadoras del movimiento que aspira a regresar a su antiguo asentamiento. Después de aproximadamente un año, se volvió a casar con el judío Yehuda Son, en los primeros años de su matrimonio, vivieron en asentamientos en los territorios palestinos ocupados del Área de Judea y Samaria.
Después de tener a su séptimo hijo, fue una de las fundadoras de la organización Homesh First, que busca reconstruir el puesto de avanzada ilegal en el que había vivido hasta 2005. Limor Son forma parte del movimiento para restablecer el asentamiento de Homesh. 
En 2021 publicó un libro de poemas sobre sus experiencias con la maternidad. 

## Carrera política
Antes de las vigesimoquintas elecciones a la Knéset, estaba en la lista del Partido Sionista Religioso y Otsmá Yehudit. Fue elegida miembro de la Knéset como parte de este último, siendo la única mujer del partido en el parlamento israelí. 
El 4 de enero de 2023 empezó como presidenta del comité especial sobre el fondo para los ciudadanos de Israel en la Knéset. 
En septiembre de 2023, ayudó a recaudar alrededor de medio millón de shekels para el asesino de la familia Dawabsheh, Amiram Ben Oliel, al que definió en un vídeo como santo y justo. 
Limor se encontraba en la ciudad palestina de Hawara y, tras un estallido de violencia por parte de los colonos kahanistas israelíes en febrero de 2023, pidió al gobierno israelí que no emitiera condenas a la violencia ni hiciera llamamientos a la calma.